# Podbuczyna (użytek ekologiczny)
Podbuczyna – użytek ekologiczny w województwie małopolskim, w powiecie chrzanowskim, w gminie Trzebinia, na obszarze Nadleśnictwa Chrzanów, ustanowiony w roku 1992, o powierzchni 60 ha.
Znajdujący się pomiędzy trzebińskimi osiedlami Wodna i Siersza użytek Podbuczyna powołano w celu ochrony około 130-letniego starodrzewu bukowego. Wśród różnych gatunków roślin występują tutaj także konwalia majowa, przylaszczka, wawrzynek wilczełyko, lilia złotogłów i storczyki takie jak buławnik wielkokwiatowy.
Przed powstaniem lasu na tym terenie wydobywano rudę galmanu.